# Апрельская улица (Чернигов)
Апрельская улица (укр. Квітнева вулиця) — улица в Новозаводском районе города Чернигова, исторически сложившаяся местность (район) Масаны. Пролегает от пересечения улиц Элеваторная и Любечская до перекрёстка улиц Подводника Китицына и Масановская. 
Примыкает улица Ивана Молявки, Земнухова.

## История
По данным местности на 1985 год, участок Апрельской улицы после примыкания улицы Галана (ныне Масановская) и ж/д линией Чернигов—Горностаевка отсутствует. Проложен несколько позже.
23 сентября 2010 года большая часть (2,9 км) Апрельской улицы была выделена в отдельную улицу Подводника Китицына.

## Застройка
Улица пролегает в северо-восточном направлении, в конце — также в северо-восточном с большим уклоном на север. После примыкания Земнухова начинается парная застройка улицы, при этом непарная сторона занята предприятием «Млибор» (Элеваторная, 1). Все дома сохранили нумерацию на участке отдельной улице Подводника Китицына, военная часть осталась с прежним адресом по Апрельской улице.
Учреждения:
1. дом № 3 корпус В — военная часть А2253 (пограничный отряд)